# Étang de Lacanau

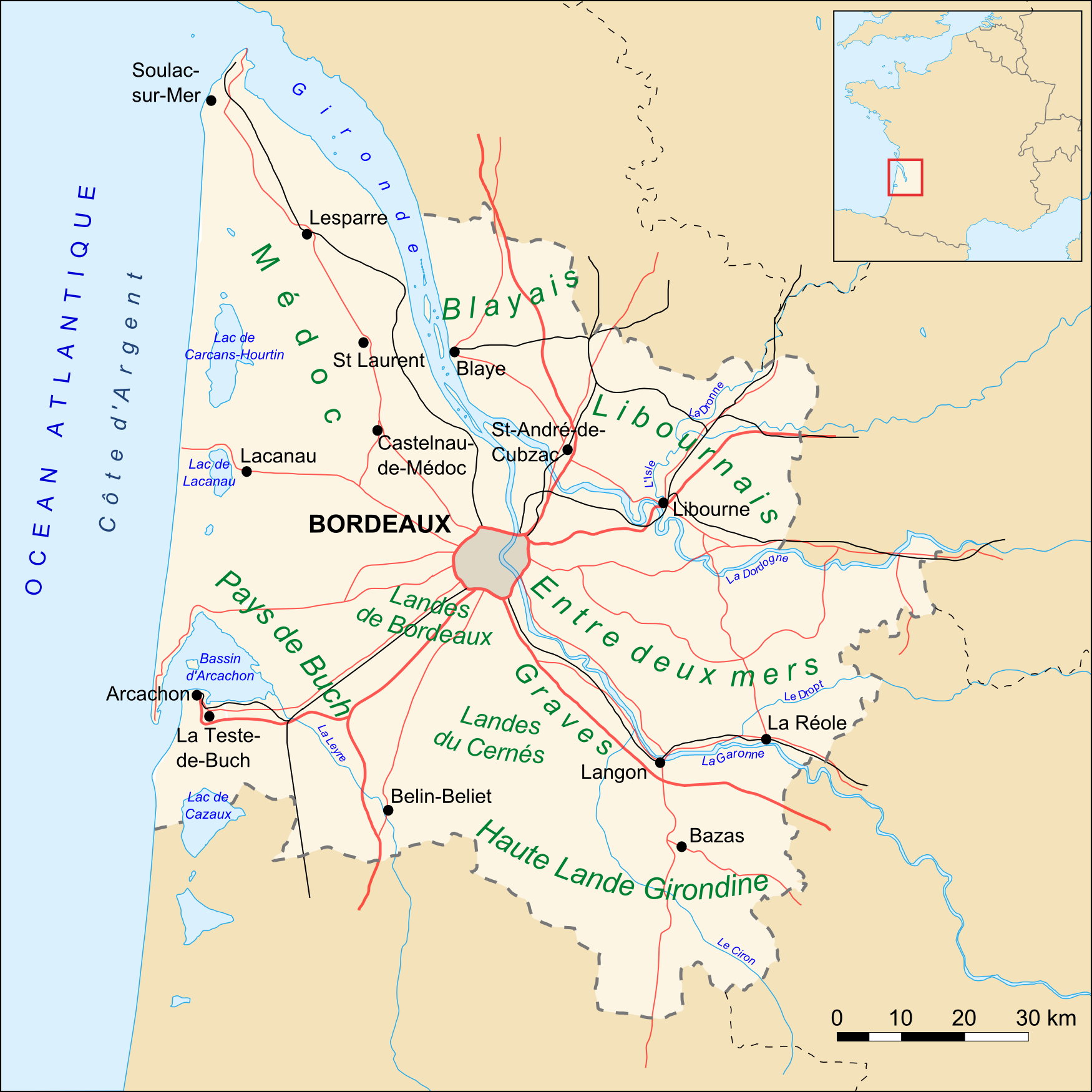
Lage des Sees in Frankreich

Der Lac de Lacanau oder Étang de Lacanau ist ein im Département Gironde (Region Nouvelle-Aquitaine) gelegener französischer Binnensee, etwa 45 km nordwestlich von Bordeaux. Er liegt beim Ort Lacanau, ist 2.000 Hektar groß und etwa 7 Meter tief.